# أيكوس
أيكوس، (بالإنجليزية:IQOS) عبارة عن مجموعة من أجهزة التسخين المصممة للاستخدام مع المواد الاستهلاكية التبغية و تلك التي تحتوي على النيكوتين الخالي من التبغ و التي يتم تصنيعها بواسطة شركة فيليب موريس إنترناشيونال (PMI).
لقد تم طرح المنتج للمرة الأولى في شهر نوفمبر من العام 2014 مع طرح جهاز تسخين التبغ ايكوس في اليابان وإيطاليا، قبل أن يتم طرحه للاستعمال التجاري في بلدان أخرى بالتدريج.
وجنباً إلى جنب مع السجائر الإلكترونية التي تحمل العلامة التجارية ايكوس، يركّز جزء كبير من مجموعة المنتجات على الأجهزة التي تقوم بتسخين التبغ من دون حرقه. لم تتبين الفوائد الصحية الطويلة الأمد لتسخين التبغ مقارنةً بحرقه حتى الآن، وفكرة أنّ المنتج يمكن أن يكون - في أي مرحلة من المراحل - أقل ضرراً من السجائر ما زالت محل جدال داخل المجتمع العلمي.
لقد مرت أجهزة تسخين التبغ بالعديد من التغيرات التقنية على مدار سنوات مع طرح إصدارات مختلفة منها: ايكوس 2.2 (2014)، وايكوس 2.4 (2016)، وايكوس 3 (2018)، وايكوس ديو (2019) وايكوس إيلوما (2021). لقد تم إبرام إتفاقيات ترخيص مع شركات تصنيع التبغ الأخرى كذلك، لترويج أجهزة مثل جهاز ليل من KT&G، والذي يتم تداوله تجارياً الآن بواسطة PMI خارج كوريا. لقد كان جهاز ايكوس منذ العام 2016 المنتج الرئيسي الخالي من الدخان من إنتاج شركة فيليب موريس إنترناشونال التي تم الآن تعديل رسالتها تعديلاً كلياً لتغدو على النحو التالي: «مستقبل خال من الدخان». واعتباراً من 2021، بلغ مجموع مبيعات ايكوس والمنتجات الخالية من الدخان الأخرى أقل بقليل من نسبة 30% من الأرباح العالمية لعملاق صناعة التبغ، وهو ما يمثل زيادة عن نسبة 20% التي تحققت له في العام 2019. في نهاية عام 2023، شكلت المنتجات الخالية من الدخان ما يقرب  40% من إجمالي صافي إيرادات فيليب موريس إنترناشيونال وأرباحها الإجمالية، حيث تجاوزت منتجات  أيكوس منتجات مارلبورو من حيث صافي الإيرادات.
في العام 2020، منحت إدارة الغذاء والدواء الأميركية شركة PMI تصريحاً ببيع أيكوس داخل الولايات المتحدة بوصفه منتج تبغ ذو مستوى معدل من المخاطر (MRTP)، وهو ثاني منتج على الإطلاق يحصل على هذه التسمية بعد جنرال سنوس التابع لشركة سويدش ماتش. وعلى الرغم من رفض التطبيقات المتعلقة بمزاعم المخاطر المعدّلة، فإن القرار بأخذ مزاعم انخفاض مستوى التعرُّض للدخان في الاعتبار تعرّض لانتقادات من منظمة الصحة العالمية بوصفها تضليلاً للمستهلكين.

## التاريخ

### الخطوات الأولى
على الرغم من البحث لعقود عديدة عن بدائل للسجائر، خطت فيليب موريس خطواتها التجارية الأولى في مجال التبغ المسخّن في غضون العام 1990 عندما عرضت المجموعة نسختها الأولى من جهاز تسخين التبغ من دون حرقه (المشروع بيتا). وقد طرحت الشركة في نهاية المطاف جهازَيْن إثنَيْن في السوق، كان الهدف منهما العمل على تسخين السيجارة وتقييد انبعاث التبغ: الجهاز اكورد ("Accord")، وهو جهاز تم بيعه في الولايات المتحدة في الفترة بين العام 1998 والعام 2006 (تم طرح الجهاز في اليابان كذلك تحت اسم اوايزس ("Oasis"))، ثم «هيتبار»، وهو جهاز كانت تبيعه شركة فرعية دولية تابعة للشركة في أستراليا وكذلك سويسرا في العام 2006 قبل سحبه من السوق.

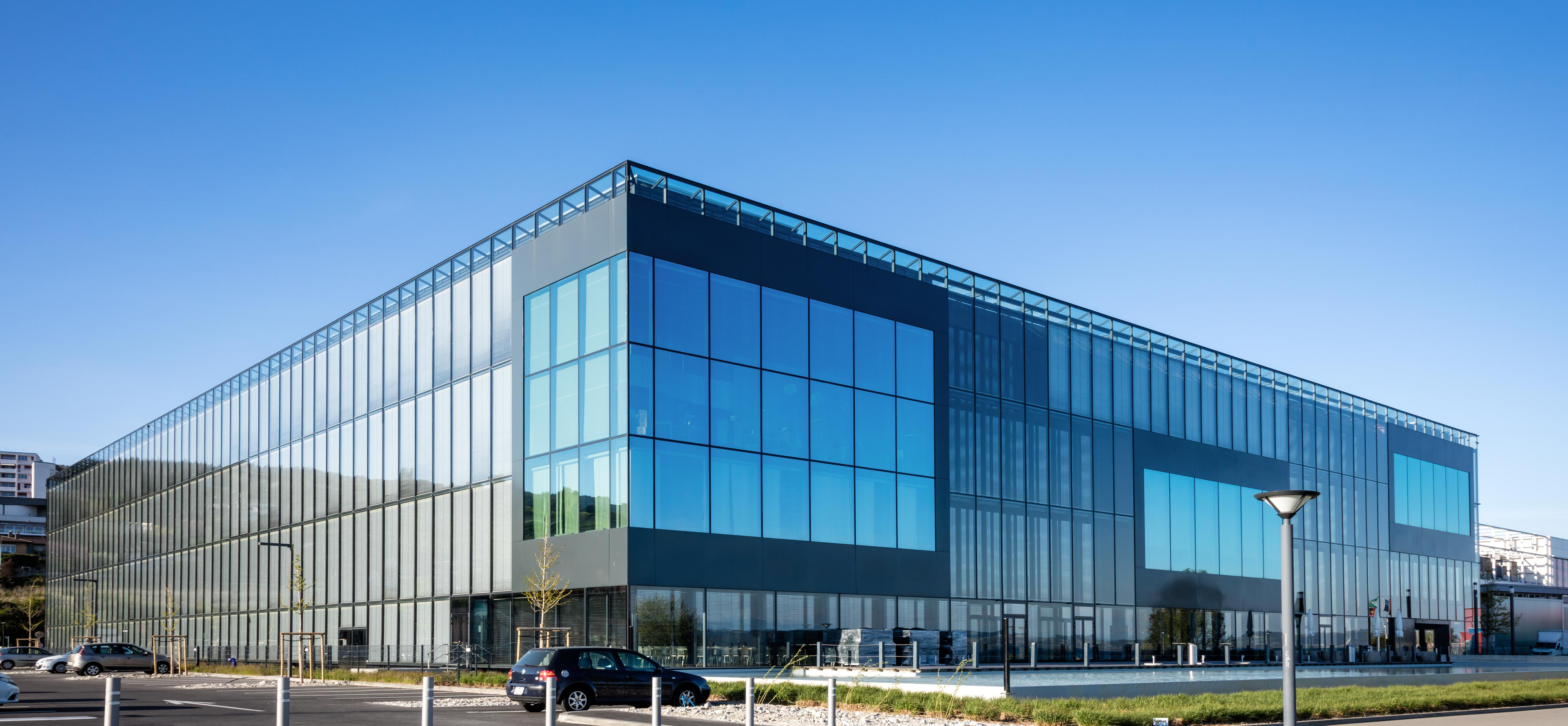
مركز الأبحاث المعروف ب" كيوب"،وهو منشأة البحث والتطوير الرئيسية لشركة فيليب موريس إنترناشونال، في نيوشاتيل السويسرية.

في عام 2009 افتتحت شركة فيليب موريس انترناشيونال منشأة ابحاث وتطوير تزيد قيمتها عن 200 مليون دولار في نيوشاتيل بسويسرا أطلقت عليها اسم «الكيوب» وهي منشأة مخصصة للأبحاث المرتبطة بالمنتجات «ذات المخاطر المنخفضة» وبدائل السجائر. وكان ذلك بعد عام من انبثاقها عن ألتريا في 2008. وفي الفترة ما بين عامَيْ 2011 و2014، نفذت شركة PMI العديد من العمليات الإستراتيجية (شراء براءات الإختراع، والإستحواذ على شركات، وإقامة شراكات) للدخول إلى سوق التبغ الخالي من الدخان. في 2011، إستحوذت شركة PMI على تقنية التبغ الخالي من الدخان من مبتكرين في جامعة ديوك، ومن ضمنهم البروفيسور جيد روز، وهو خبير من الرواد في مجال الأبحاث حول إدمان النيكوتين لعب دوراً رئيسياً في تطوير ملصق النيكوتين. في العام 2013، أعلنت شركة PMI عن إبرام اتفاق مع ألتريا لبيع تقنية التدخين الإلكتروني من إنتاج ألتريا خارج الولايات المتحدة مع اكتساب ألتريا حقوقاً حصرية لبيع منتجات التبغ المسخّن البديلة المستقبلية التي تطورها فيليب موريس إنترناشونال في الولايات المتحدة. فأعيد طرح منتج "MarkTen"، من ألتريا، تحت اسم علامة تجارية جديدة وهو "Solaris" في إسبانيا وإسرائيل الأوسط بعد ذلك بعامَيْن. في العام 2014، إستحوذت شركة PMI على شركة Nicocigs Ltd. أكبر شركة للسجائر الإلكترونية في المملكة المتحدة في ذلك الوقت، وقد شملت علاماتها التجارية كلاً من المنتجَيْن نكوليتس ("Nicolites") وفيفد ("Vivid").

### انطلاق ايكوس
في يناير من العام 2014، أعلنت شركة فيليب موريس إنترناشونال ضخها إستثماراً بقيمة 500 مليون يورو لبناء مصنع بالقرب من بولونيا في إيطاليا يكون مخصصاً لإنتاج منتجات التبغ المسخّن. وفي نوفمبر من نفس العام، تم طرح الإصدار الأول من ايكوس وبيعه أولاً في أسواق ناجويا، في اليابان، ثم ميلانو، في إيطاليا قبل أن يتم طرحه بالتدريج في بلدان أخرى.
وانطلاقاً من العام 2016، بدأت فيليب موريس الترويج بقوة لـ «مستقبل خالٍ من الدخان» مع بذل جهود تجارية متزايدة للتركيز على المنتجات التي تعدّ من قبيل البدائل للسجائر. وقد أصبح ايكوس منذ ذلك الوقت المنتج الرائد لدى فيليب موريس مع توسّع العلامة التجارية لتغطي أجهزة مختلفة. وفي العام 2016، طرحت شركة PMI منتجها ميش ("IQOS Mesh") في المملكة المتحدة، وبوصفه منتج تبخير فهو منتج ايكوس الوحيد الذي لا يعتمد على تسخين التبغ. (وهو الجيل التالي من ايكوس «ايكوس 3» و«ايكوس 3 مولتي») تم طرحه في طوكيو في أكتوبر من العام 2018، ثم في الأسواق الأخرى حول العالم.
وفي العام 2020، أعلنت شركة PMI وشركة KT&G في كوريا الجنوبية إقامة شراكة للتوزيع الدولي لمنتج "Lil"، وهو منتج يجمع بين السجائر الإلكترونية والتبغ المسخّن وذلك بوصفه جزءاً من مجموعة منتجات ايكوس. في الصيف التالي، أعادت PMI طرح منتجها «ميش» تحت اسم تجاري جديد وهو فييف ("Veev")، وكان إطلاقه في أسواق نيوزيلاندا وذلك قبل توسُّع التوزيع تدريجياً إلى البلدان الأخرى. وتم طرح إيلوما (Iluma)، وهو جهاز جديد يستخدم تقنية التسخين بالحث في اليابان في أغسطس من العام 2021.
وقد ذكرت فيليب موريس كذلك أنها كانت تنفق 99% من ميزانيتها المخصصة للأبحاث والتطوير على دعم المنتجات الخالية من الدخان. بحلول نهاية عام 2023، أنفقت الشركة 12.5 مليار دولار على البحث والتطوير منذ عام 2008 لهذا الغرض.
وكانت نتيجة الجهود الكبيرة التي تقوم بها PMI في مجال المنتجات الخالية من الدخان فقد بدأت الشركة في عملية اصدرا سندات مستدامة لتمويل نفسها في أغسطس من العام 2021. هذه التحركات رفعت من مستوى المخاوف المتعلقة بوجود ممارسات تمويه بيئي.

### تصريح إدارة الغذاء والدواء في الولايات المتحدة
في السادس من ديسمبر من العام 2016، تقدمت شركة PMI بطلب يشتمل على عدة ملايين من الصفحات إلى إدارة الغذاء والدواء الأميركية (FDA) للحصول على ترخيص لمنتج التبغ المسخّن «ايكوس» باعتباره منتجاً ذا مستوى معدّل من المخاطر (MRTP). في مارس التالي، قدمت شركة PMI كذلك طلباً لمنتج التبغ لمرحلة ما قبل التسويق إلى إدارة الغذاء والدواء في الولايات المتحدة من أجل منتجها ايكوس 2.4. راجعت اللجنة العلمية الإستشارية (TPSAC) المعينة من قِبَل إدارة الغذاء والدواء الأميركية طلب شركة فيليب موريس إنترناشونال في يناير من العام 2018 وصوتت بنسبة 8-1 لدعم الزعم القائل بأن ايكوس «يقلّل بدرجة ملحوظة [...] من التعرُّض للمواد الكيميائية الضارة أو المحتمل أن تكون ضارة.» لكنها مع ذلك، رفضت أي زعم بأنّه يجوز تسويق المنتج باعتباره أكثر أماناً من السجائر. ووافقت إدارة الغذاء والدواء على طلب ما قبل تسويق منتج التبغ المقدَّم من شركة PMI ليتسنى للشركة البدء ببيع IQOS في الولايات المتحدة بتاريخ 30 أبريل من العام 2019، وتم طرح العلامة التجارية رسمياً في أكتوبر 2019.
بتاريخ 7 يوليو من العام 2020، منحت إدارة الغذاء والدواء شركة فيليب موريس تصريحاً باستخدام مزاعم «إنخفاض مستوى التعرُّض» التسويقية، معتبرةً أنّ جهاز تسخين التبغ ايكوس إستوفى متطلبات التسمية باسم «منتج تبغ معدّل المخاطر»، وهي ثاني مجموعة منتجات يتم التصريح لها على الإطلاق بعد جهاز جنرال سنوس (General Snus) من شركة سويدش ماتش. وقد صرحت إدارة الغذاء والدواء بوضوح بأنّ المنتج يجب ألا يتم اعتباره «آمناً أو معتمَداً من إدارة الغذاء والدواء.» وكذلك «قررت أنّ الدليل العلمي لا يدعم إصدار أوامر تعديل مخاطر حتى هذا الوقت».

## التصميم

### التقنية

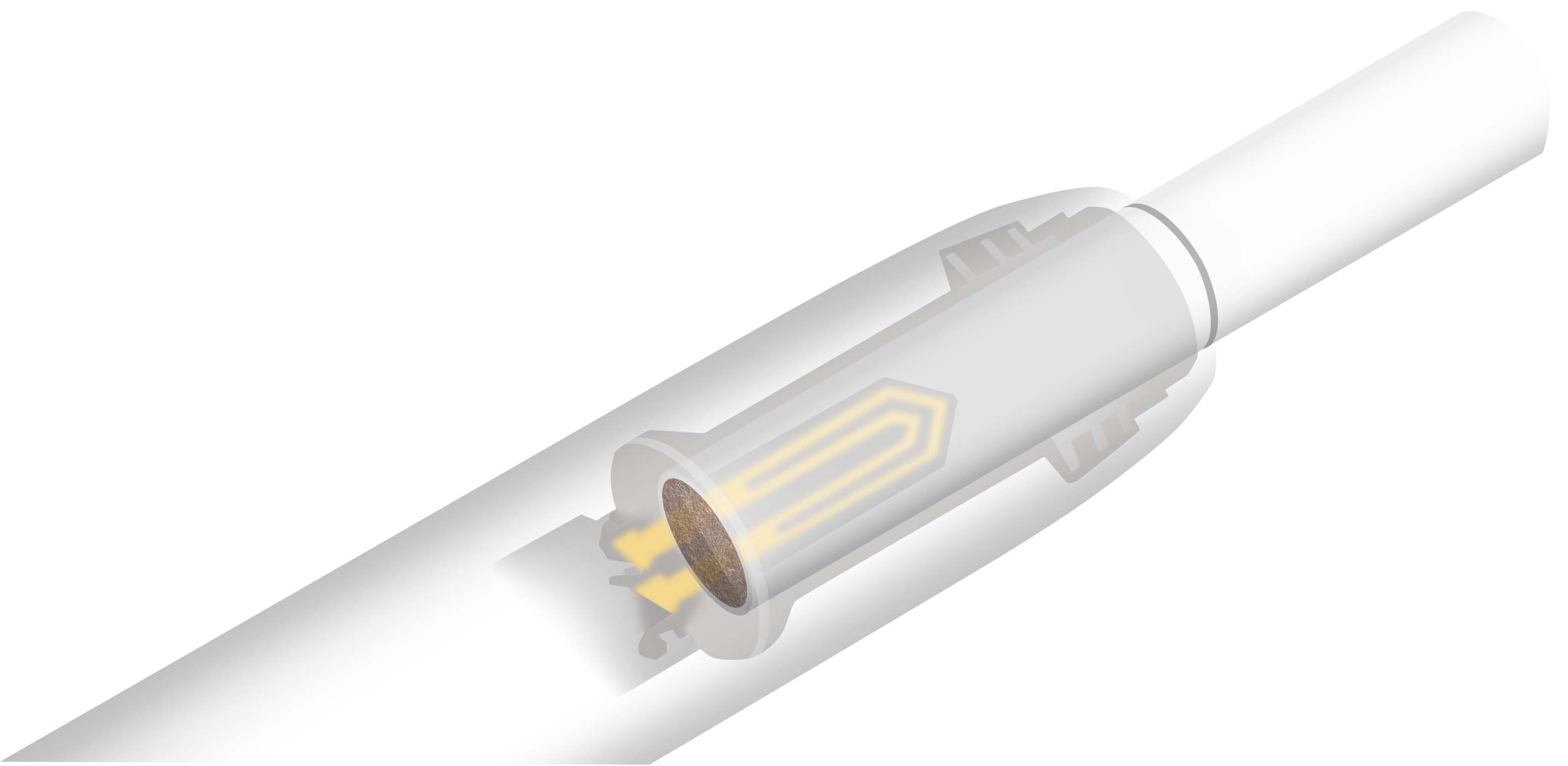
جهاز "لفافة التبغ المُعدَّة للتسخين هيتس/لفائف التبغ المسخن" يسخّن التبغ بواسطة شفرة.

يتكوّن الجهاز المستنِد إلى مفهوم التسخين وليس الحرق من شاحن وأنبوب تسخين يشبه القلم. يتم إدخال لفافة التبغ التي يمكن التخلُّص منها (وتُعرَف باسم اللفافة المُعدَّة للتسخين لفائف التبغ المسخن ("HeatStick" أو "Heets" حسب السوق) والتي تحتوي على التبغ المنقوع في بروبلين غيليكول في أنبوب التسخين، والذي يقوم بتسخينها عندئذٍ إلى درجات حرارة تصل إلى 350 درجة مئوية. يضغط المُستخدِم على زر لتشغيل جهاز التسخين ثم يستنشق من لفافة التبغ. يعتمد إيلوما (Iluma)، وهو أحدث إصدار، على الحث لتسخين لفائف التبغ (ويتم تسويقها باسم تيريا (Terea)).
بين عامَيْ 2009 و2017، تم التقدم بـ 1900 طلب للحصول على براءات إختراع مرتبطة بجهاز ايكوس بواسطة شركة فيليب موريس إنترناشونال. ووفقاً لمجلة فورتشن، ساعدت الشركة في جعل «أجهزة التدخين الإلكتروني» ثاني أسرع قطاعات التكنولوجيا الجديدة نمواً في العام 2020.

### التصنيع
يتم تصنيع لفائف التبغ الخاصة بجهاز ايكوس في بلدان عديدة، وفي أوروبا بشكل رئيسي. يوجد مصنع في نيوشاتيل في سويسرا بالقرب من مركز الأبحاث والتطوير التابع لشركة PMI. ويوجد المصنع الرئيسي للفائف التبغ الخاصة بجهاز ايكوس في كريسبيلانو في إيطاليا. لقد استثمرت شركة فيليب موريس 1 مليار يورو في إنشاء هذا المصنع، باستثمار أولي مُعلَن في العام 2014 يبلغ 500 مليون يورو، واستثمار ثانٍ مُعلَن في العام 2017. وفي العام 2017، إستثمرت شركة PMI مبلغاً قيمته 300 مليون يورو لتحويل مصنع سجائر إلى منشأة تصنيع لفائف التبغ المخصصة لجهاز ايكوس في أسبيروبيرجوس، في اليونان. تم تنفيذ العملية نفسها في أوتوبيني، في رومانيا، لتحويل مصنع سجائر إلى وحدة إنتاج منتجات خالية من الدخان مقابل 490 مليون يورو. وفي 2017 تم الإعلان عن منشأة لتصنيع لفائف التبغ هيتس بقيمة 320 مليون يورو في دريسدن بألمانيا، لكنْ تم إيقاف الإستثمار بها إلى وقتٍ لاحق. في آسيا، تمتلك شركة فيليب موريس كذلك مصنعاً في يانغ سان، في كوريا الجنوبية، وقد تم إنشاؤه في الفترة ما بين 2017 و2019 مقابل 420 مليون دولار.

### الطرازات

#### أجهزة تسخين التبغ
ايكوس 2.2 هو أول جهاز يتم طرحه في الأسواق بالاسم الحامل للعلامة التجارية.
| الطراز | الإسم                                     | تاريخ الإصدار | سدادة التبغ            | التسخين                 | درجة حرارة التشغيل | عدد النفخات | سعة البطارية                              |
| ------ | ----------------------------------------- | ------------- | ---------------------- | ----------------------- | ------------------ | ----------- | ----------------------------------------- |
|        | اكورد (الولايات المتحدة) اوايزس (اليابان) | 1998          | سيجارة ذات تصميم خاص   | خارجي (صفيف من 8 شفرات) | 500 درجة مئوية     | 8           | جلسة واحدة                                |
|        | اكورد (الولايات المتحدة) Oasis (اليابان)  | 2002          | سيجارة ذات تصميم خاص   | خارجي (صفيف من 8 شفرات) | 500 درجة مئوية     | 8           | جلسة واحدة                                |
|        | هيتبار                                    | 2006          | سيجارة ذات تصميم خاص   | خارجي (صفيف من 8 شفرات) | 500 درجة مئوية     | 8           | جلسة واحدة                                |
|        | ايكوس 2.2                                 | 2014          | تبغ ذو ورق مقطّع ومقولب | داخلي (شفرة مقاس 5 مم)  | < 400 درجة مئوية   | 14          | 15 جلسة / جلسة واحدة لكل شحنة أنبوب تسخين |
|        | ايكوس 2.4                                 | 2016          | تبغ خشن                | داخلي (شفرة مقاس 5 مم)  | < 400 درجة مئوية   | 14          | 20 جلسة / جلسة واحدة لكل شحنة أنبوب تسخين |
|        | ايكوس 2.4 بلس                             | 2018          | تبغ خشن                | داخلي (شفرة مقاس 5 مم)  | < 400 درجة مئوية   | 14          | 15 جلسة / جلسة واحدة لكل شحنة أنبوب تسخين |
|        | ايكوس 3                                   | 2018          | تبغ خشن                | داخلي (شفرة مقاس 5 مم)  | < 400 درجة مئوية   | 14          | 15 جلسة / جلستان لكل شحنة أنبوب تسخين     |
|        | ايكوس 3 مولتي                             | 2018          | تبغ خشن                | داخلي (شفرة مقاس 5 مم)  | < 400 درجة مئوية   | 14          | 10 جلسات (جهاز مدمج من قطعة واحدة)        |
|        | ايكوس 3 ديو                               | 2019          | تبغ خشن                | داخلي (شفرة مقاس 5 مم)  | < 400 درجة مئوية   | 14          | جلستان                                    |
|        | إيلوما                                    | 2021          | تبغ خشن                | داخلي (الحث)            | < 400 درجة مئوية   | 14          | 20 جلسة / جلستان لكل شحنة أنبوب تسخين     |
|        | إيلوما وان                                | 2021          | تبغ خشن                | داخلي (الحث)            | < 400 درجة مئوية   | 14          | 20 جلسة (جهاز مدمج من قطعة واحدة)         |
|        | إيلوما برايم                              | 2021          | تبغ خشن                | داخلي (الحث)            | < 400 درجة مئوية   | 14          | 20 جلسة / جلستان لكل شحنة أنبوب تسخين     |

#### تُباع المنتجات بموجب ترخيص
وقعت شركة التصنيع الكورية KT&G وشركة PMI إتفاقية تعاون عالمية في يناير من العام 2020 لتسويق العلامة التجارية Lil المملوكة لشركة KT&G خارج كوريا تحت مظلة ايكوس.
| الطراز | الإسم         | تاريخ الإصدار | سدادة التبغ                     | التسخين                               | درجة حرارة التشغيل | عدد النفخات | سعة البطارية |
| ------ | ------------- | ------------- | ------------------------------- | ------------------------------------- | ------------------ | ----------- | ------------ |
|        | ليل سوليد 1.0 | 2020          | تبغ ذو ورق مقولب                | دبوس داخلي                            | 250-300 درجة مئوية | 10          | 20 جلسة      |
|        | ليل سوليد 2.0 | 2021          | تبغ ذو ورق مقولب                | دبوس داخلي                            | 250-300 درجة مئوية | 10          | 25 جلسة      |
|        | ليل هايبرد    | 2021          | لفافة تبغ وخرطوشة سائل إلكتروني | تسخين خارجي وفتيل وملف لخرطوشة السائل | 250 درجة مئوية     | 12          | 20 جلسة      |

تزعم شركة فيليب موريس أن أيكوس يقلّل النفايات والإنبعاثات الكربونية مقارنةً بالسيجارة، وتقدم المنتج بوصفه جزءاً من مبادراتها للاستدامة. تروّج الشركة كذلك لنفسها بوصفها مشارِِكاً أساسياً في الإقتصاد التدويري بحجة أنّ أجهزة ايكوس يمكن أن تخضع لإعادة التدوير عن طريق إرجاعها إلى مراكز التصنيع.
هذه الإدعاءات كانت محل تشكيك من طرف مركز قانون الصحة العامة في سانت بول، بولاية مينيسوتا، نظراً إلى أنّ لفائف التبغ المُعدَّة للتسخين لفائف التبغ المسخن المُستعمَلة تشكل نفايات مشابهة لأعقاب السجائر التقليدية. علاوةً على ذلك، «ستؤدي المنتجات الجديدة، مثل السجائر الإلكترونية، أو منتجات السجائر التي تعمل بالتسخين، مثل ايكوس، إلى زيادة الحجم الكلي للنفايات الإلكترونية. من المستحيل على الأرجح تصنيع أي سيجارة إلكترونية من دون بطارية وسائل يحتوي على مواد سامة ومعادن وقطع بلاستيكية، وكلّها يُدمج في أجهزة صغيرة لا يمكن إعادة تدوير كلٍّ منها أو التخلُّص منه بشكل لا يضرّ بالبيئة.»

## التنظيم والمبيعات والتسويق
في 2017، حقق قطاع التبغ الخالي من الدخان مبيعات تبلغ 3.6 مليارات دولار لشركة PMI (وهو ما يمثل 13% من مبيعاتها الكلية)، مقارنةً بـ 64 مليوناً في 2015. وبحلول بداية العام 2018، حققت منتجات العلامة التجارية ايكوس نسبة إجمالية تبلغ 15% من حصة سوق صناعة التبغ في اليابان. وبحلول العام 2020، حقق ايكوس نسبة تبلغ 5.5% من سوق التبغ على مستوى العالم على الرغم من توفره في 52 دولة فقط، وكان من شأن هذا الرقم أن يقفز إلى 70 دولة تقريباً بعد عام واحد فقط. وفقاً للبيانات الصحفية المالية الصادرة عن PMI، شكّلت مبيعات المنتجات الخالية من الدخان نحو 30% من إيرادات الشركة في الربع المالي الأول من العام 2021. في العام 2023، كانت أجهزة ايكوس متاحة تقريباً في 84 دولة.
ومن بين هذه الدول، إختارت كندا وبيلاروسيا ومولودوفا وجورجيا وإسرائيل والسويد وكوريا الجنوبية والبرتغال أن تتبنى منهجيةً خاصة تتمثل في الإشراف على بيع التبغ المسخّنايكوس. في كندا وإسرائيل، تتم تغطية عبوة أجهزة ايكوس بالكامل برسالة تحذيرية. وفي الولايات المتحدة، منحت إدارة الغذاء والدواء شركة فيليب موريس تصريحاً باستخدام الزعم التسويقي المتعلق «بانخفاض مستوى التعرُّض»، واعتبرت أنّ الإنتقال الكامل من السجائر إلى ايكوس يقلّل التعرُّض للمواد الكيميائية الضارة، لكنها رفضت منح شركة فيليب موريس إمكانية الزعم بأنّ التحوُّل المذكور من السجائر إلى استخدام ايكوس يقلّل من خطر إصابة المُستخدِم بامراض.

### التسويق المباشر
على الرغم من أنّ قدامى متبنّي المنتج يصفون الإسم المُختصَر له بأنه يعني «أنا أقلع عن التدخين العادي»، لكن شركة فيليب موريس لم تستخدم هذا الوصف على الإطلاق، ولم تسوّق لـ ايكوس به، بل رفضت مراراً وتكراراً هذا التفسير.
تُوجَّه إلى شركة فيليب موريس بشكل منتظم إتهامات بأنها تتحايل على القوانين التي تحظر الترويج للتبغ عن طريق اعتبارها ايكوس جهازاً تقنياً وليس منتج تدخين للتبغ. وقد أقدمت كندا على تحديث قوانينها الخاصة بالتبغ لتشمل بوضوح أجهزة تسخين التبغ في قائمة منتجات التبغ الخاضعة للرقابة التنظيمية، ما أجبر شركة PMI على تعديل عبوتها الخاصة بجهاز ايكوس. وفي فرنسا، أشارت تقارير إلى أن شركة فيليب موريس كانت تروّج لأجهزتها في الحفلات الخاصة، إلى جانب قيام موظّفي المبيعات لديها بعرض المشروبات الكحولية في بعض الأحيان على العملاء الذين يبدون اهتماماً.
كما وُجِّهت إلى شركة فيليب موريس إتهامات باستخدام إستراتيجيات تسويقية غير قانونية أو غير خاضعة للوائح الرقابية: فقد أشار تقرير صادر في 2018 إلى أنّ «متاجر بيع أيكوس هي مركز نشاط ترويجي حثيث، يشمل استبدال عبوة سجائر أو قداحة بجهاز ايكوس، وحفلات غداء، ووجبات غداء» للالتقاء والتعارف«، وفعاليات ما بعد انتهاء ساعات العمل». ووفقاً لوكالة رويترز، «تحاكي الإستراتيجية التسويقية نظيرتها التي كانت تعتمدها شركات التبغ في منتصف القرن العشرين عندما كانت تربط ما بين السجائر والمجتمعات الراقية وهوليوود.»
و اشارت تقارير أنّ شركة فيليب موريس تقوم بتنفيذ حملات تسويقية متعددة تذكر اسم ايكوس بشكل صريح بوصفه المنتج «الخالي من الدخان» والبديل «المنخفض المخاطر»، ما يشجّع المستهلكين على الإقلاع عن التدخين أو التحوُّل إلى ايكوس. هذا الأسلوب التسويقي قد نال الكثير من الانتقادات. إحدى المراجعات النقدية للتقارير التي سلمتها شركة PMI إلى إدارة الغذاء والدواء والتي نالت دعماً ذكرت أنّ «المستهلكين قد يسيئون فهم ما يعنيه مصطلح» التحوُّل الكامل«[وكذلك] من المرجّح أن يسيئوا فهم المزاعم التي ليس لها من الأدلة ما يدعمها بشأن انخفاض مستوى المخاطر». لكن ضمن حيثيات إصدار مرسوم التعرُّض، أقرت إدارة الغذاء والدواء أنّ المستهلكين البالغين يفهمون بشكل صحيح فحوى التصريح الذي تم إصداره.

### التسويق مع التركيز على الشباب
في العام 2019، ذكرت وكالة رويترز في تقرير لها أنّ شركة فيليب موريس كانت تستخدم المؤثّرين على مواقع التواصل الإجتماعي في دول عديدة لجعلهم بمثابة «سفراء» للعلامة التجارية ودفعهم إلى الترويج لجهاز ايكوس لدى جمهورهم من الشباب. وقد ردّت شركة PMI بأنها ستقلّل من استخدام المؤثّرين. ووفقاً لماثيو مايرز، رئيس حملة «أطفال بعيدون عن التبغ»، فإنّ الشركة «لا تقوم بتغيير سلوكها إلا عندما يُلقى القبض عليها متلبِّسةً بالجريمة»
كذلك، أشار تقرير صادر في العام 2020 بشأن الإستراتيجية التنفيذية التي تتبعها شركة فيليب موريس بخصوص ايكوس في أستراليا إلى أنّ «شركة فيليب موريس مارست ضغوطاً قوية على الحكومة الأسترالية لتقنين منتجات التبغ المسخّن، ووضعت خططاً في الوقت نفسه لبيع ايكوس في المنشآت التي يكثر وجود البالغين في سن الشباب فيها، مثل الحانات والأندية والمشارب، إذا تم إقرار التغييرات التشريعية المُقترَحة من جانبها.»

## النقد وحالات الجدل
في ديسمبر من العام 2017، نشرت وكالة رويترز مستندات وشهادات من موظّفين سابقين يدّعون وجود إنحرافات في التجارب السريرية التي تنظمها شركة PMI للحصول على اعتماد منتج ايكوس من إدارة الغذاء والدواء الأميركية. وقد ذكر هذا التحقيق الصحفي أنّ شركة فيليب موريس كانت تضغط لحظر أو إضعاف الأحكام التي تم سنها بموجب الإتفاقية الإطارية المعنية بالرقابة على التبغ التابعة لمنظمة الصحة العالمية (FCTC)، وكانت ضد فكرة أنّ الشركة ستدعم مستقبلاً خالياً من التدخين.
وقد عثر عدد من دراسات السموم التي قامت بها جهات خارجية على نتائج غالباً ما كانت تناقض تلك التي توصلت إليها شركة فيليب موريس إنترناشونال. وقد استنتج أحد بروفيسورات جامعة UCSF، وهو ستانتون جلانتز، أنه بخصوص إلحاق الضرر، «ليس ثمة أي اختلاف ملحوظ بين ايكوس والسجائر التقليدية.» وقد توصلت مراجعة منهجية أخرى للمواد العلمية المتاحة صدرت في العام 2020 إلى أنّ البيانات المتوفرة بخصوص تأثيرات ايكوس على صحة المدخِّن محدودة للغاية، وأوصت كذلك بإجراء مزيد من الدراسات.
في أكتوبر 2018، أصدرت مؤسسة السرطان البلجيكية نصيحة بشأن جهاز ايكوس بناءً على الدراسات المستقلة السابقة المنشورة عن الموضوع. وقد ذكرت المؤسسة «أن ايكوس ليس حلاً للإقلاع عن التدخين.» وأضافت «إذا كانت الشركة، عملاق التبغ، قد نجحت في أن تحصل لنفسها على مكانة كبيرة في هذا السوق القائم على الابتكار، فإنّ السبب في ذلك يعود إلى أنها تقوم بتعويض الخسائر المالية الناتجة عن انخفاض مبيعات السجائر (...). ولهذا السبب، تستكشف صناعة التبغ الحلول التي تتيح لها الاستمرار في تحقيق أرباح والإبقاء على المستهلكين في حالة خضوع.»
في يوليو 2020، نشرت منظمة الصحة العالمية (WHO) «بياناً بخصوص منتجات تسخين التبغ وبخصوص قرار إدارة الغذاء والدواء بشأن ايكوس» جاء فيه: «تعيد منظمة الصحة العالمية التأكيد على أنّ خفض التعرُّض للمواد الكيميائية الضارة في منتجات تسخين التبغ (HTP) لا يجعلها خالية من الأضرار، ولا يحوّلها كذلك إلى خطر منخفض على صحة الإنسان. في الواقع، يتواجد بعض السموم في بخار منتجات تسخين التبغ بمستويات أعلى من نظيرتها الموجودة في دخان السجائر التقليدية، وثمة بعض السموم الإضافية الموجودة في بخار منتجات تسخين التبغ التي لا وجود لها في دخان السجائر التقليدية. إنّ التأثيرات الصحية للتعرُّض لهذه السموم غير معروفة. (...) وبالنظر إلى أنّ الصحة قد تتأثر بالتعرُّض لتلك السموم الإضافية عند استعمال منتجات تسخين التبغ (HTP)، فإنّ الزعم بأنها تقلّل التعرُّض للمواد الكيميائية الضارة المرتبطة بالسجائر التقليدية قد يكون تضليلاً.»
وفقاً للموقع الإلكتروني لجامعة باث المسمى تكتيكات التبغ، «ثمة دليل طفيف للغاية على أنّ ايكوس فعّال بوصفه أداة إقلاع [أي عن السجائر] على مستوى الفرد أو مستوى المدخنين.» ووفقاً للمعهد الوطني الهولندي للصحة العامة والبيئة، يُعَدّ ايكوس «ضاراً بالصحة، لكنْ من المحتمل أن يكون ضرره أقل مقارنةً بتدخين سجائر التبغ».
في سبتمبر 2021، أعلنت مفوضية التجارة الدولية الأميركية أنّ شركة فيليب موريس إنترناشونال وشريكها التجاري ألتريا يجب أن يتوقفا عن بيع جهاز ايكوس في الولايات المتحدة وتصديره إليها بسبب قضية براءة الإختراع التي رفعها ر.ج. رينولدز. لقد وجدت مفوضية التجارة الدولية الأميركية أنّ بديل السجائر يمثل إنتهاكاً لبراءتَيْ إختراع يملكهما رينولدز. وقد أعلنت شركة فيليب موريس إنترناشونال عن عزمها الطعن في قرار وكالة التجارة. تم حل الخلاف مع شركة بريتيش أميركان توباكو في فبراير 2024. توصلت شركة فيليب موريس إنترناشونال وشركة بريتيش أميركان توباكو إلى اتفاق غير نقدي أدى إلى تسوية دعاوى انتهاك براءات الاختراع المستمرة بينهما فيما يتعلق بمنتجات التبغ المسخن والبخار الإلكترونية.